# Your Time Is Gonna Come
Your Time Is Gonna Come, sång  från 1969 av Led Zeppelin på musikalbumet Led Zeppelin. Låten inleder andra sidan av vinylskivan.